# Zbigniew Cieślak (prawnik)
Zbigniew Cieślak – polski prawnik i urzędnik państwowy, radca prawny, w latach 1996–1998 podsekretarz stanu w Ministerstwie Pracy i Polityki Socjalnej.

## Życiorys
Ukończył studia prawnicze na Uniwersytecie Warszawskim, gdzie był później nauczycielem akademickim. Zdał egzamin sędziowski, następnie uzyskał uprawnienia radcy prawnego i przez wiele lat wykonywał ten zawód. Pracował w Ministerstwie Sprawiedliwości oraz Ministerstwie Pracy i Polityki Socjalnej, gdzie zajmował stanowisko wicedyrektora departamentu. Reprezentował rząd na sesjach Międzynarodowej Organizacji Pracy, a także w negocjacjach z Unią Europejską w zakresie polityki socjalnej. Od 18 czerwca 1996 do 1 stycznia 1998 pełnił funkcję podsekretarza stanu w Ministerstwie Pracy i Polityki Socjalnej. Później uzyskał uprawnienia doradcy podatkowego. Związał się z grupą Instytut Studiów Podatkowych Modzelewski i Wspólnicy, gdzie od 2001 do 2017 był dyrektorem generalnym, a następnie pełnomocnikiem zarządu.